# Liste des US Routes au Nouveau-Mexique
Les US Routes au Nouveau-Mexique font partie du réseau des US Routes. Celles-ci sont entretenues par le New Mexico Department of Transportation (NMDOT). 

## Liste
| Numéro | Longueur (mi) | Longueur (km) | Terminus sud / ouest                                        | Terminus nord / est                                                 | Créée | Notes                               |
| ------ | ------------- | ------------- | ----------------------------------------------------------- | ------------------------------------------------------------------- | ----- | ----------------------------------- |
| US 54  | 356,08        | 573,05        | US 54 à la frontière du Texas à Chaparral                   | US 54 à la frontière du Texas près de Nara Visa                     | 1926  |                                     |
| US 56  | 94,17         | 151,56        | I-25 BL à Springer                                          | US 56 / US 64 / US 412 à la frontière de l'Oklahoma près de Clayton | 1957  |                                     |
| US 60  | 397,90        | 640,35        | US 60 à la frontière de l'Arizona près de Springerville, AZ | US 60 à la frontière du Texas à Texico                              | 1931  |                                     |
| US 62  | 109,71        | 176,56        | US 62 / US 180 à la frontière du Texas près de Whites City  | US 62 / US 180 à la frontière du Texas à Hobbs                      | 1932  |                                     |
| US 64  | 430,63        | 693,04        | US 64 à la frontière de l'Arizona à Beclabito               | US 56 / US 64 / US 412 à la frontière de l'Oklahoma près de Clayton | 1926  |                                     |
| US 70  | 448,26        | 721,41        | US 70 à la frontière de l'Arizona près de Virden            | US 70 / US 84 à la frontière du Texas à Texico                      | 1926  |                                     |
| US 82  | 192,56        | 309,89        | US 54 / US 70 près d'Alamogordo                             | US 82 à la frontière du Texas près de Lovington                     | 1960  |                                     |
| US 84  | 288,68        | 464,88        | US 84 à la frontière du Colorado près de Dulce              | US 70 / US 84 à la frontière du Texas à Texico                      | 1936  |                                     |
| US 85  | 483,00        | 777,00        | I-10 / US 85 à la frontière du Texas à Anthony              | I-25 / US 85 / US 87 à la frontière du Colorado près de Raton       | 1926  | Remplacée par l'I-10 et l'I-25      |
| US 87  | 9,50          | 15,28         | US 87 à la frontière du Texas près de Clayton               | I-25 / US 85 / US 87 à la frontière du Colorado près de Raton       | 1926  |                                     |
| US 160 | 0,86          | 1,39          | US 160 à la frontière de l'Arizona près de Teec Nos Pos, AZ | US 160 à la frontière du Colorado près de Four Corners              | 1970  |                                     |
| US 180 | 163,63        | 263,34        | US 180 à la frontière de l'Arizona près de Luna             | I-10 BL à Deming                                                    | 1943  |                                     |
| US 285 | 412,65        | 664,10        | US 285 à la frontière du Texas près de Malaga               | US 285 à la frontière du Colorado près d'Antonito, CO               | 1935  |                                     |
| US 380 | 242,09        | 389,61        | I-25 / US 85 près de San Antonio                            | US 380 à la frontière du Texas près de Tatum                        | 1931  |                                     |
| US 412 | 94,17         | 151,56        | I-25 BL à Springer                                          | US 56 / US 64 / US 412 à la frontière de l'Oklahoma près de Clayton | 1982  |                                     |
| US 491 | 107,31        | 172,70        | I-40 / NM 602 à Gallup                                      | US 491 à la frontière du Colorado près de Shiprock                  | 2003  | Était anciennement numérotée US 666 |
| US 550 | 174,89        | 281,45        | I-25 / US 85 à Bernalillo                                   | US 550 à la frontière du Colorado près d'Aztec                      | 1926  |                                     |
|        |               |               |                                                             |                                                                     |       |                                     |